# Campeonato Universal del CMLL (2013)
El Campeonato Universal 2013 fue la quinta edición del Campeonato Universal del CMLL, un torneo de lucha libre profesional producido por el Consejo Mundial de Lucha Libre. Tuvo lugar del 23 de agosto al 6 de septiembre de 2013 desde la Arena México en la Ciudad de México.

## Desarrollo

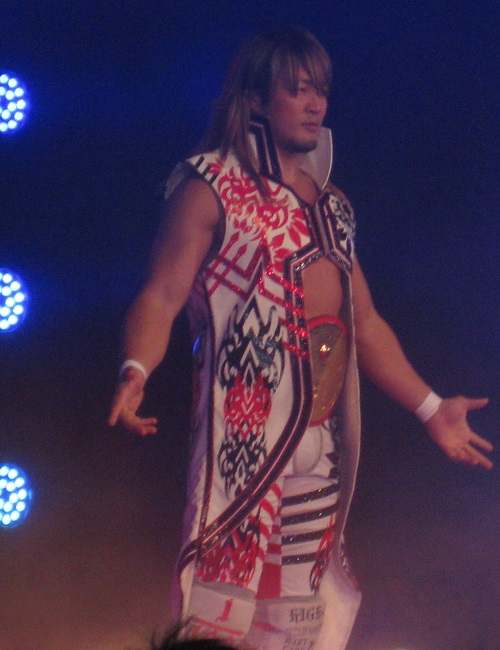
Hiroshi Tanahashi es el quinto ganador del Campeonato Universal del CMLL 2010.

El torneo para elegir ganador se decidirá por medio de una competición con formato de eliminación directa, donde Rush resultó ser el ganador de la primera eliminatoria, la cual se realizó el 23 de agosto. En la segunda eliminatoria realizada el 30 de agosto, Hiroshi Tanahashi se alsó con la victoria tras vencer a La Sombra. La final del torneo se llevó a cabo desde "La Catedral de la Lucha Libre", la majestuosa Arena México el 6 de septiembre de 2013, donde Hiroshi Tanahashi derrotó a Rush en un Two Out of Three Falls Match, convirtiéndose así en el quinto campeón de este torneo.

## Participantes
| Luchador:         | Campeonato:                                                                                |
| ----------------- | ------------------------------------------------------------------------------------------ |
| Averno            | Campeonato Nacional de Peso Wélter                                                         |
| Dragón Rojo, Jr.  | Campeonato Mundial de Peso Medio del CMLL                                                  |
| El Terrible       | Campeonato Mundial de Peso Completo del CMLL                                               |
| Valiente          | Campeonato Mundial de Tríos del CMLL                                                       |
| Hiroshi Tanahashi | Campeonato Mundial en Parejas del CMLL                                                     |
| La Máscara        | Campeonato Nacional de Tríos                                                               |
| La Sombra         | Campeonato Mundial Histórico de Peso Medio de la NWA                                       |
| Máscara Dorada    | Campeonato Mundial de Tríos del CMLL Campeonato Mundial Histórico de Peso Wélter de la NWA |
| Mephisto          | Campeonato Nacional de Peso Semicompleto                                                   |
| Místico           | Campeonato Mundial de Tríos del CMLL                                                       |
| Okumura           | Campeonato en Parejas de la Arena Coliseo                                                  |
| Pólvora           | Campeonato Mundial de Peso Wélter del CMLL                                                 |
| Rey Escorpión     | Campeonato Mundial de Peso Semicompleto del CMLL                                           |
| Rush              | Campeonato Nacional de Tríos                                                               |
| Titán             | Campeonato Nacional de Tríos                                                               |
| Virus             | Campeonato Mundial de Peso Ligero del CMLL                                                 |

## Torneo
|  | Primera ronda     | Primera ronda     | Primera ronda     |                   |               | Cuartos de final | Cuartos de final  | Cuartos de final  |   |  | Semifinales | Semifinales | Semifinales |  |  | Final | Final | Final |  |
|  |                   |                   |                   |                   |               |                  |                   |                   |   |  |             |             |             |  |  |       |       |       |  |
|  |                   |                   |                   |                   |               |                  |                   |                   |   |  |             |             |             |  |  |       |       |       |  |
|  | El Terrible       |                   |                   |                   |               |                  |                   |                   |   |  |             |             |             |  |  |       |       |       |  |
|  |                   |                   |                   |                   |               |                  |                   |                   |   |  |             |             |             |  |  |       |       |       |  |
|  | Rush              | Rush              | W                 |                   |               |                  |                   |                   |   |  |             |             |             |  |  |       |       |       |  |
|  | Rush              | Rush              | W                 |                   | Rush          | Rush             | W                 |                   |   |  |             |             |             |  |  |       |       |       |  |
|  |                   |                   |                   |                   | Rush          | Rush             | W                 |                   |   |  |             |             |             |  |  |       |       |       |  |
|  |                   |                   | La Máscara        |                   |               |                  |                   |                   |   |  |             |             |             |  |  |       |       |       |  |
|  | La Máscara        | La Máscara        | W                 |                   |               |                  |                   |                   |   |  |             |             |             |  |  |       |       |       |  |
|  | La Máscara        | La Máscara        | W                 |                   |               |                  |                   |                   |   |  |             |             |             |  |  |       |       |       |  |
|  | Máscara Dorada    |                   |                   |                   |               |                  |                   |                   |   |  |             |             |             |  |  |       |       |       |  |
|  |                   |                   |                   |                   |               |                  | Rush              | Rush              | W |  |             |             |             |  |  |       |       |       |  |
|  |                   |                   |                   |                   |               |                  |                   |                   | W |  |             |             |             |  |  |       |       |       |  |
|  |                   |                   | Rey Escorpión     |                   |               |                  |                   |                   |   |  |             |             |             |  |  |       |       |       |  |
|  | Averno            |                   |                   |                   |               |                  |                   |                   |   |  |             |             |             |  |  |       |       |       |  |
|  |                   |                   |                   |                   |               |                  |                   |                   |   |  |             |             |             |  |  |       |       |       |  |
|  | Rey Escorpión     | Rey Escorpión     | W                 |                   |               |                  |                   |                   |   |  |             |             |             |  |  |       |       |       |  |
|  | Rey Escorpión     | Rey Escorpión     | W                 |                   | Rey Escorpión | Rey Escorpión    | W                 |                   |   |  |             |             |             |  |  |       |       |       |  |
|  |                   |                   |                   |                   | Rey Escorpión | Rey Escorpión    | W                 |                   |   |  |             |             |             |  |  |       |       |       |  |
|  |                   |                   | Místico           |                   |               |                  |                   |                   |   |  |             |             |             |  |  |       |       |       |  |
|  | Místico           | Místico           | W                 |                   |               |                  |                   |                   |   |  |             |             |             |  |  |       |       |       |  |
|  | Místico           | Místico           | W                 |                   |               |                  |                   |                   |   |  |             |             |             |  |  |       |       |       |  |
|  | Pólvora           |                   |                   |                   |               |                  |                   |                   |   |  |             |             |             |  |  |       |       |       |  |
|  |                   |                   |                   |                   |               |                  |                   |                   |   |  |             | Rush        |             |  |  |       |       |       |  |
|  |                   |                   |                   |                   |               |                  |                   |                   |   |  |             |             |             |  |  |       |       |       |  |
|  |                   |                   | Hiroshi Tanahashi | Hiroshi Tanahashi | W             |                  |                   |                   |   |  |             |             |             |  |  |       |       |       |  |
|  | Dragón Rojo, Jr.  | Dragón Rojo, Jr.  | Hiroshi Tanahashi | Hiroshi Tanahashi | W             | W                |                   |                   |   |  |             |             |             |  |  |       |       |       |  |
|  | Dragón Rojo, Jr.  | Dragón Rojo, Jr.  |                   |                   |               |                  |                   |                   |   |  |             |             |             |  |  |       |       |       |  |
|  | Titán             |                   |                   |                   |               |                  |                   |                   |   |  |             |             |             |  |  |       |       |       |  |
|  |                   | Dragón Rojo, Jr.  |                   |                   |               |                  |                   |                   |   |  |             |             |             |  |  |       |       |       |  |
|  |                   |                   |                   |                   |               |                  |                   |                   |   |  |             |             |             |  |  |       |       |       |  |
|  |                   |                   | Hiroshi Tanahashi | Hiroshi Tanahashi | W             |                  |                   |                   |   |  |             |             |             |  |  |       |       |       |  |
|  | Hiroshi Tanahashi | Hiroshi Tanahashi | Hiroshi Tanahashi | Hiroshi Tanahashi | W             | W                |                   |                   |   |  |             |             |             |  |  |       |       |       |  |
|  | Hiroshi Tanahashi | Hiroshi Tanahashi |                   |                   |               |                  |                   |                   |   |  |             |             |             |  |  |       |       |       |  |
|  | Okumura           |                   |                   |                   |               |                  |                   |                   |   |  |             |             |             |  |  |       |       |       |  |
|  |                   |                   |                   |                   |               |                  | Hiroshi Tanahashi | Hiroshi Tanahashi | W |  |             |             |             |  |  |       |       |       |  |
|  |                   |                   |                   |                   |               |                  |                   |                   | W |  |             |             |             |  |  |       |       |       |  |
|  |                   |                   | La Sombra         |                   |               |                  |                   |                   |   |  |             |             |             |  |  |       |       |       |  |
|  | La Sombra         | La Sombra         | W                 |                   |               |                  |                   |                   |   |  |             |             |             |  |  |       |       |       |  |
|  | La Sombra         | La Sombra         | W                 |                   |               |                  |                   |                   |   |  |             |             |             |  |  |       |       |       |  |
|  | Mephisto          |                   |                   |                   |               |                  |                   |                   |   |  |             |             |             |  |  |       |       |       |  |
|  |                   | La Sombra         | La Sombra         | W                 |               |                  |                   |                   |   |  |             |             |             |  |  |       |       |       |  |
|  |                   |                   |                   | W                 |               |                  |                   |                   |   |  |             |             |             |  |  |       |       |       |  |
|  |                   |                   | Virus             |                   |               |                  |                   |                   |   |  |             |             |             |  |  |       |       |       |  |
|  | El Valiente       |                   |                   |                   |               |                  |                   |                   |   |  |             |             |             |  |  |       |       |       |  |
|  |                   |                   |                   |                   |               |                  |                   |                   |   |  |             |             |             |  |  |       |       |       |  |
|  | Virus             | Virus             | W                 |                   |               |                  |                   |                   |   |  |             |             |             |  |  |       |       |       |  |
|  | Virus             | Virus             | W                 |                   |               |                  |                   |                   |   |  |             |             |             |  |  |       |       |       |  |
|  |                   |                   |                   |                   |               |                  |                   |                   |   |  |             |             |             |  |  |       |       |       |  |